# Poortersloge

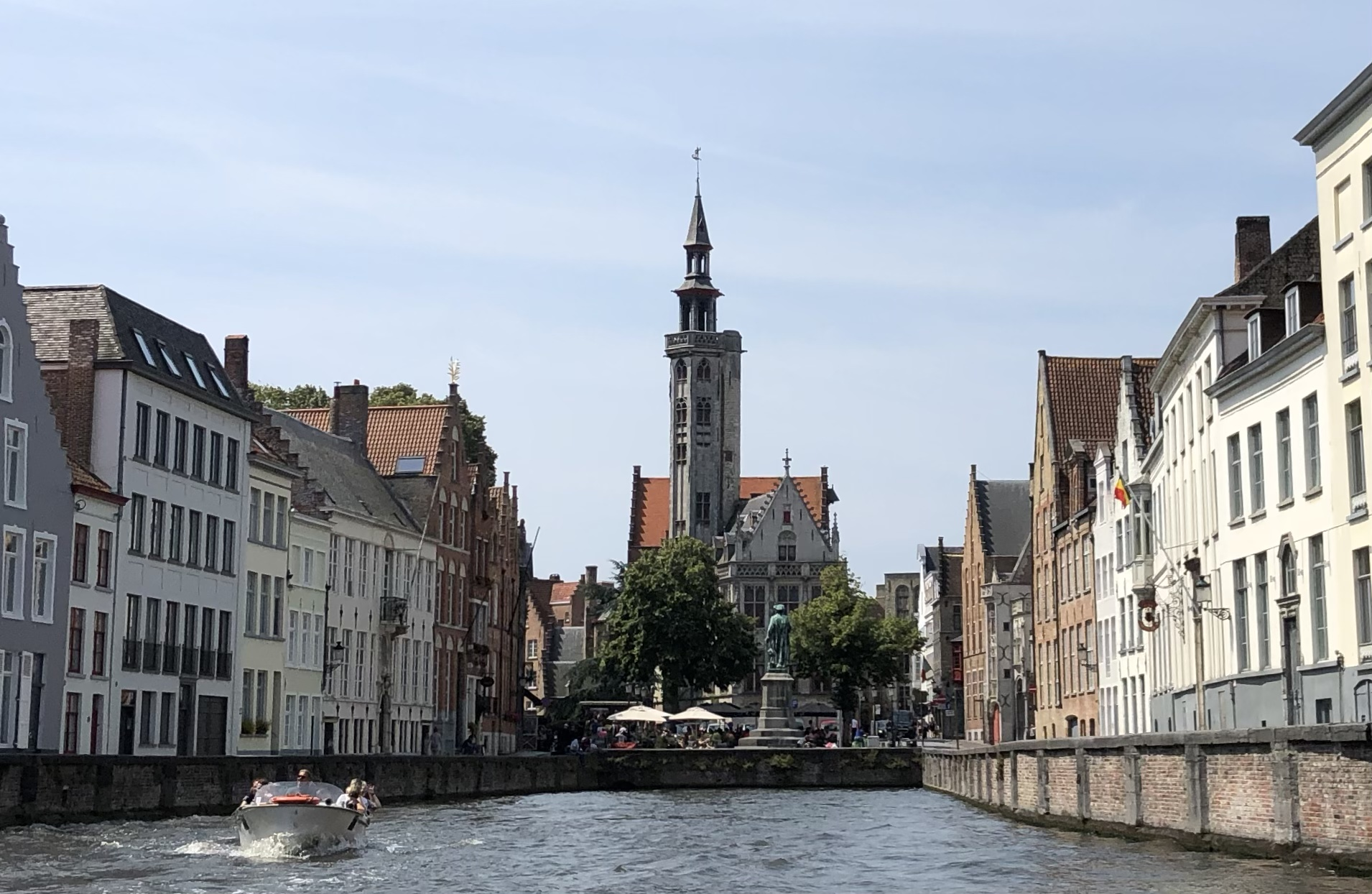
Poortersloge, Blick von Osten im Jahr 2019

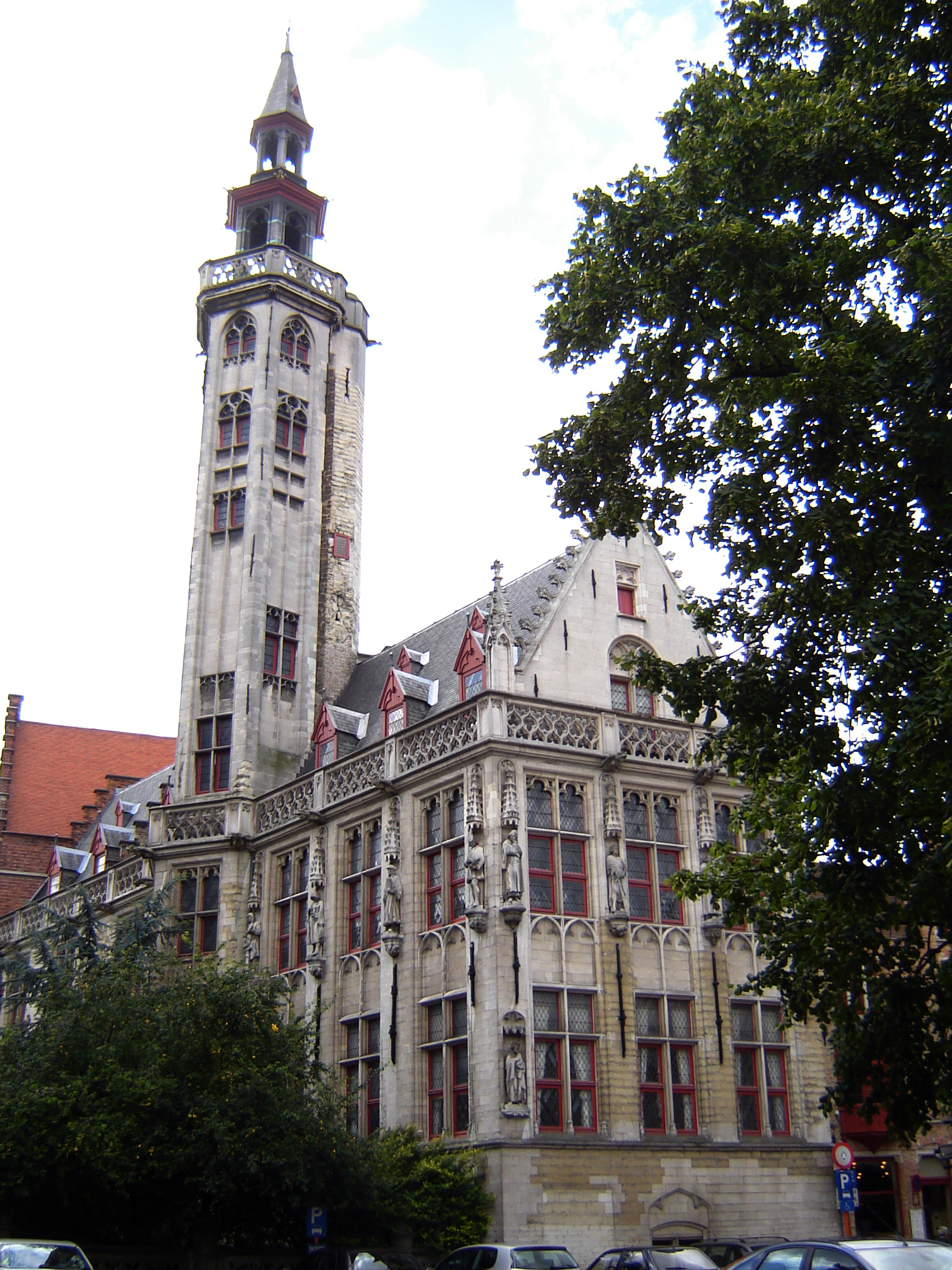
Blick auf die Ostseite, 2007

Die Poortersloge, auch Bürgerhaus oder Bürgerloge, ist ein denkmalgeschütztes Gebäude in Brügge in Belgien.

## Lage
Das Haus befindet sich im östlichen Teil der Altstadt von Brügge, auf der Südseite der Academiestraat an der Adresse Academiestraat 17. Östlich erstreckt sich der Platz Jan van Eyckplein, an den sich dann der Kanal Spiegelrei anschließt. Im Süden verläuft die Straße Kraanrei.

## Geschichte
Das Bürgerhaus entstand im frühen 15. Jahrhundert im Stil der Spätgotik. Es verfügt über die für die Bauzeit typischen Figurennischen. Es diente als Versammlungshaus des Brügger Bürgertums. Von 1417 bis 1715 war es der Sitz der Gesellschaft Het Genootschap van de Witte Beer (deutsch Weißer Bär). Ein in der linken Figurennische zu erkennender Bär geht auf diese Nutzung zurück. Häufiger wurde das Haus auch für die Einquartierung von Soldaten, so auch spanische, französische und englische genutzt. Ab 1720 wurde es als Sitz der Akademie der Künste genutzt. Im Jahr 1755 kam es zu einem Brand, in dessen Folge das Gebäude restauriert werden musste und auch einige bauliche Veränderungen vorgenommen wurden. So erhielt die Loge sowohl einen neuen Eingang als auch eine neue Turmbekrönung.
Im ersten Viertel des 19. Jahrhunderts wurde auf der Südseite ein Anbau hinzugefügt. Möglich war dies durch die im Jahr 1787 erfolgte Überwölbung des dort an sich verlaufenden Kanals Kraanrei geworden. Außerdem wurde das Gebäude nach Osten um sechs Joche vergrößert, die Ostfassade erhielt eine Gestaltung im Stil der Neogotik durch den Brügger Architekten Josephus Franciscus van Gierdegom. In den Jahren 1855 bis 1860 wurden die bis dahin leeren Nischen mit von Hendrik Pickery geschaffenen Statuen versehen. In der Zeit um das Jahr 1900 wurde das Haus nach Plänen von Louis de la Censerie restauriert und umgebaut. Der Anbau aus dem 19. Jahrhundert wurde in diesem Zusammenhang abgerissen.
1912 wurde die Poortersloge dann Staatsarchiv. Im Jahr 1924 wurde auf Anregung von A. Duclos 18 Statuen verdienstvoller Bürger Brügges aufgestellt. Die Statuen wurden von Hendrik Pickery, Michel D’Hondt, Jules Anthone und Frans Vermeylen junior geschaffen. An der Aufstellung gab es Kritik, da nach Meinung von van Zuylen der zusätzliche Kostenaufwand für die Statuen besser für die Verbesserung des damals schlechten Gebäudezustandes im Inneren gemacht worden wäre.
1984 wurde die Fassade repariert und gereinigt. In den Jahren 1994/1995 wurde der Garten neugestaltet und eine von Hubert Minnebo geschaffene Bronzestatue aufgestellt. Bis 2006 diente das Gebäude als Stadtarchiv.

## Architektur

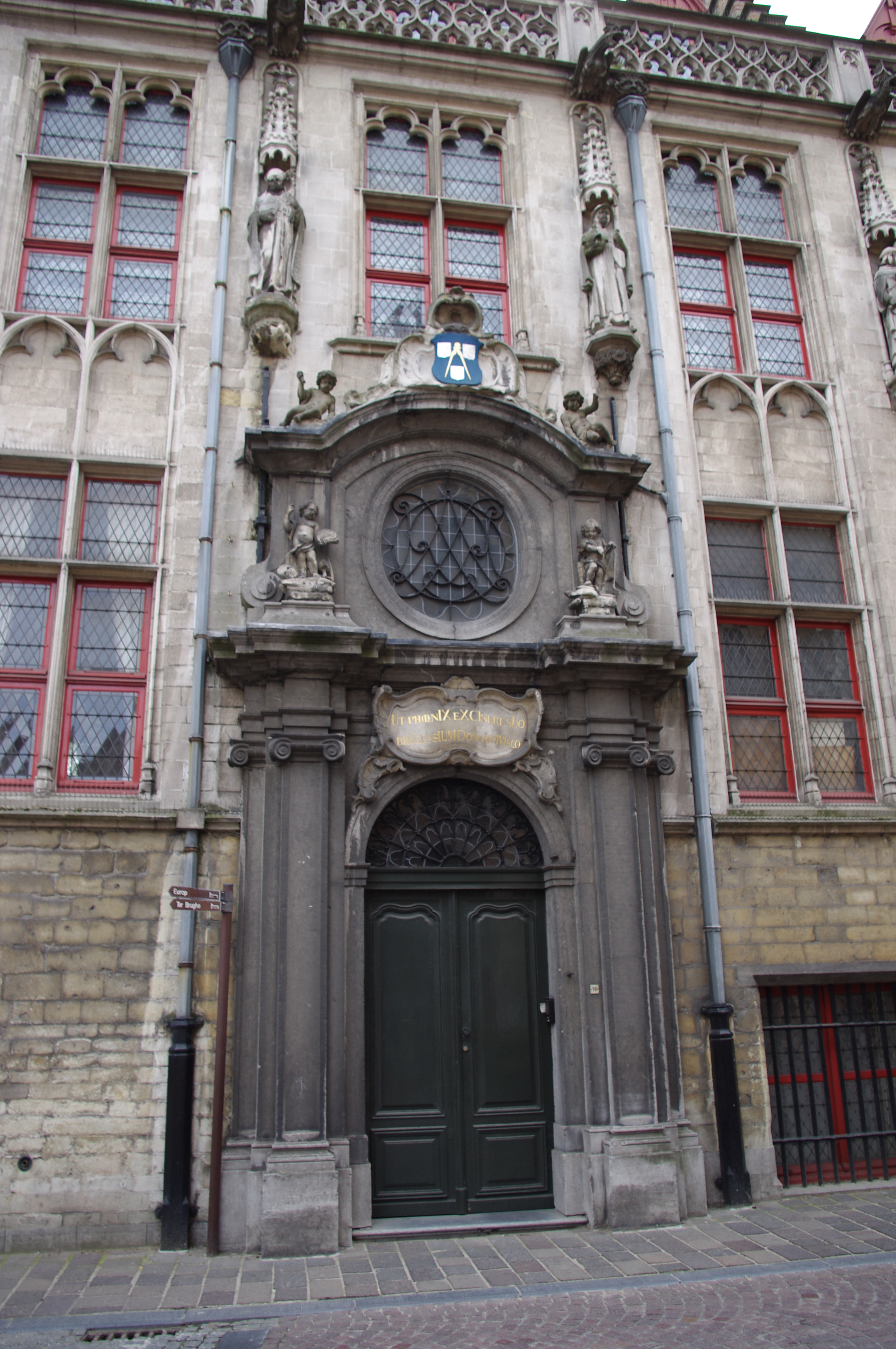
Portal auf der Nordseite

Das Gebäude wurde auf einem trapezförmigen Grundriss aus aus Balegem stammenden Sandstein gebaut. Es verfügt über zwei, auf einem hohen Sockelgeschoss ruhenden Etagen. Die Fassaden sind vertikal gegliedert. Die Ostfassade ist dreiachsig ausgeführt. An der linken unteren Ecke befindet sich unter einem Baldachin eine Statue des Heiligen Johannes, er ist der Schutzpatron des Stadtviertels. Der Giebel ist mit Krappen verziert. In der Nordfassade befindet sich ein Portal im Stil des Rokoko, welches vermutlich auf die erste Hälfte des 17. Jahrhunderts zurückgeht. Es finden sich Steinmetzzeichen aus dem 18. Jahrhundert der Familie Lisse, J. Lisse und Pierre Corneille Trigalet. Das Tor ist als Rundbogen ausgeführt und wird von ionischen Pilastern flankiert. Im Gesimsgebälk befindet sich eine auf die Wiederherstellung nach dem Brand von 1755 verweisen Inschriftenkartusche mit der Inschrift Vt phoenIX eX CInere sVo brVgensIVM Dono reVIVIsCo. Das darüber befindliche ovale Oberlicht ist mit einem schmiedeeisernen Gitter versehen, darüber befindet sich ein geschwungenes Gesims. Flankiert wird dieser Bereich von vier Putten, die mit Attributen der bildenden Kunst versehen sind und so auf die Nutzung als Akademie der Künste verweisen. Bekrönt wird das Torgesims von einem Wappen.
Bedeckt ist der Bau von einem mit Schiefer gedeckten Satteldach, auf dem sich kleine hölzerne Gauben befinden. Auf dem Gesims läuft eine Brüstung um, die mit Wasserspeiern versehen ist. Markant ist der auf der nach Süden weisenden Rückseite befindliche, zum Teil in das Haus eingezogene schlanke Turm. Er verfügt über fünf Geschosse und wird durch eine zweiteilige Laterne bekrönt. Die Turmspitze ist mit Schiefer eingedeckt. An der Wetterfahne findet sich eine Darstellung des Heiligen Michael und eines Drachens. An der Nordseite des Turms befindet sich ein schlichter mit Fensterschlitzen versehener Treppenturm über den die einzelnen Etagen des Turms erreichbar sind.
Das Grundstück umfasst eine Fläche von 362 m². Das Gebäude wird seit dem 9. Juli 1974 als geschütztes Denkmal geführt.

### Gebäudeinneres
Der Keller des Hauses ist zweischiffig und wird von einem Gewölbe überspannt. Im östlichen Teil des Erdgeschosses befindet sich ein von einer Kuppel überspannter Ausstellungsraum der auf das dritte Viertel des 18. Jahrhunderts zurückgeht. Es bestehen drei Turmzimmer, von denen zwei mit Kaminen ausgestattet sind. Weitere Räumlichkeiten wurden an die Archivnutzung angepasst.